# Orthosia addenda
Orthosia addenda là một loài bướm đêm trong họ Noctuidae.